# Government House (Nueva York)
La Government House fue una mansión de estilo georgiano al final de Broadway, al sur de Bowling Green, en el sitio que anteriormente ocupó el Fort George en Manhattan, Nueva York. Construido en 1790 por el estado de Nueva York, se pretendía que fuera la casa de gobierno de George Washington, pero él nunca la ocupó. Antes de que fuera terminada, el gobierno federal se mudó temporalmente a Filadelfia y luego de manera permanente a Washington D. C.. Entonces se convirtió en la residencia del gobernador del estado y fue usado por George Clinton y John Jay. Luego fue alquilada a John Avery y fue conocida como el Elysian Boarding House. Luego de que se aprobara la ley de administración de aduanas en 1799, se convirtió en la casa de aduanas de Nueva York. Partes del edificio fueron luego alquilados a la American Academy of Arts, que luego alojó a la New-York Historical Society en 1809. En 1813, la propiedad fue vendida a la ciudad. En 1815, el terreno fue vendido al público y el edificio demolido.

## Antecedentes
Luego del día de la evacuación, el 25 de noviembre de 1783, el sitio del Fort George fue visto como el "centro social de Nueva York", lugar ideal para grandes residencias.
Desde el 4 de marzo de 1789 hasta el 5 de diciembre de 1790, la capital federal de los Estados Unidos fue Nueva York, en el Federal Hall. El presidente Washington ocupó primero la Samuel Osgood House – desde el 23 de abril de 1789 hasta el 23 de febrero de 1790 – luego la Alexander Macomb House – desde el 23 de febrero hasta el 30 de agosto de 1790 – ambas mansiones privadas. El 13 de julio de 1789, la legislatura del estado de Nueva York aprobó una resolución para que el sitio del Fort George fuera usado para construir una "casa apropiada ... para la residencia y comodidad del Presidente de los Estados Unidos."

## Historia

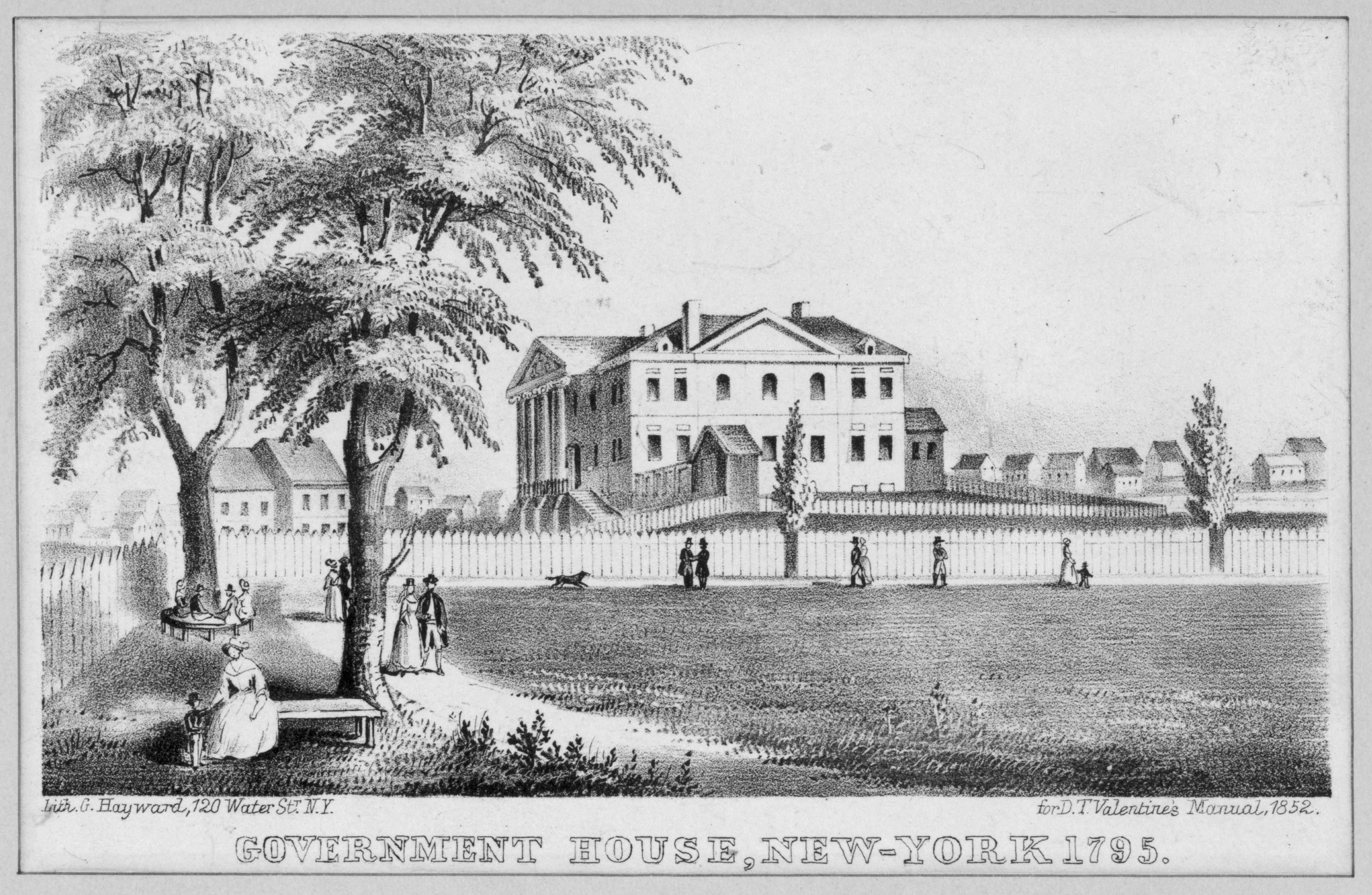
Government House en 1795

El 16 de marzo de 1790, la legislatura del estado de Nueva York autorizó la demolición del Fort George y la construcción de una casa de gobierno para el "uso temporal y la comodidad del Presidente de los Estados Unidos de América, durante ese tiempo el Congreso de los Estados Unidos llevarían a cabo sus sesiones en la ciudad de Nueva York." El 24 de marzo se pidieron propuestas para el edificio. El arquitecto John McComb, Jr., envió planos pero aparentemente ellos no fueron usados dado que no concuerdan con la casa que fue construida. James Robinson se convirtió en el arquitecto y diseñó una mansión de estilo georgiano. Durante los siguientes meses, los muros defensivos del fuerto y los edificios del interior fueron derumbados. Algunas piedras fueron incluso reutilizados para construir la nueva casa de gobierno. The cornerstone of this new building was laid on May 21, 1790. Sin embargo, antes de que se termine la construcción del edificio, el Congreso aprobó la , before the building was completed, Congress passed the Ley de Residencia del 16 de julio de 1790 que estableció a Filadelfia como la capital temporal del país por un periodo de 10 años mientras la capital permanente se construía en lo que es hoy Washington D. C. Así, el presidente Washington nunca residió en este edificio público que se construyó para ser su mansión.
La Government House fue descrita en 1791 por el reverendo Garret Abeel como un "elegante edificio de dos pisos de ladrillo de una forma de un cuadrado oblongo ... al frente hay un pedestal elegante soportado por cuatro grandes pilares ... todas las habitaciones en las casa muestran una grande y deliciosa vista, algunas al río Este, otros hacia the Narrows; otros al río Norte."

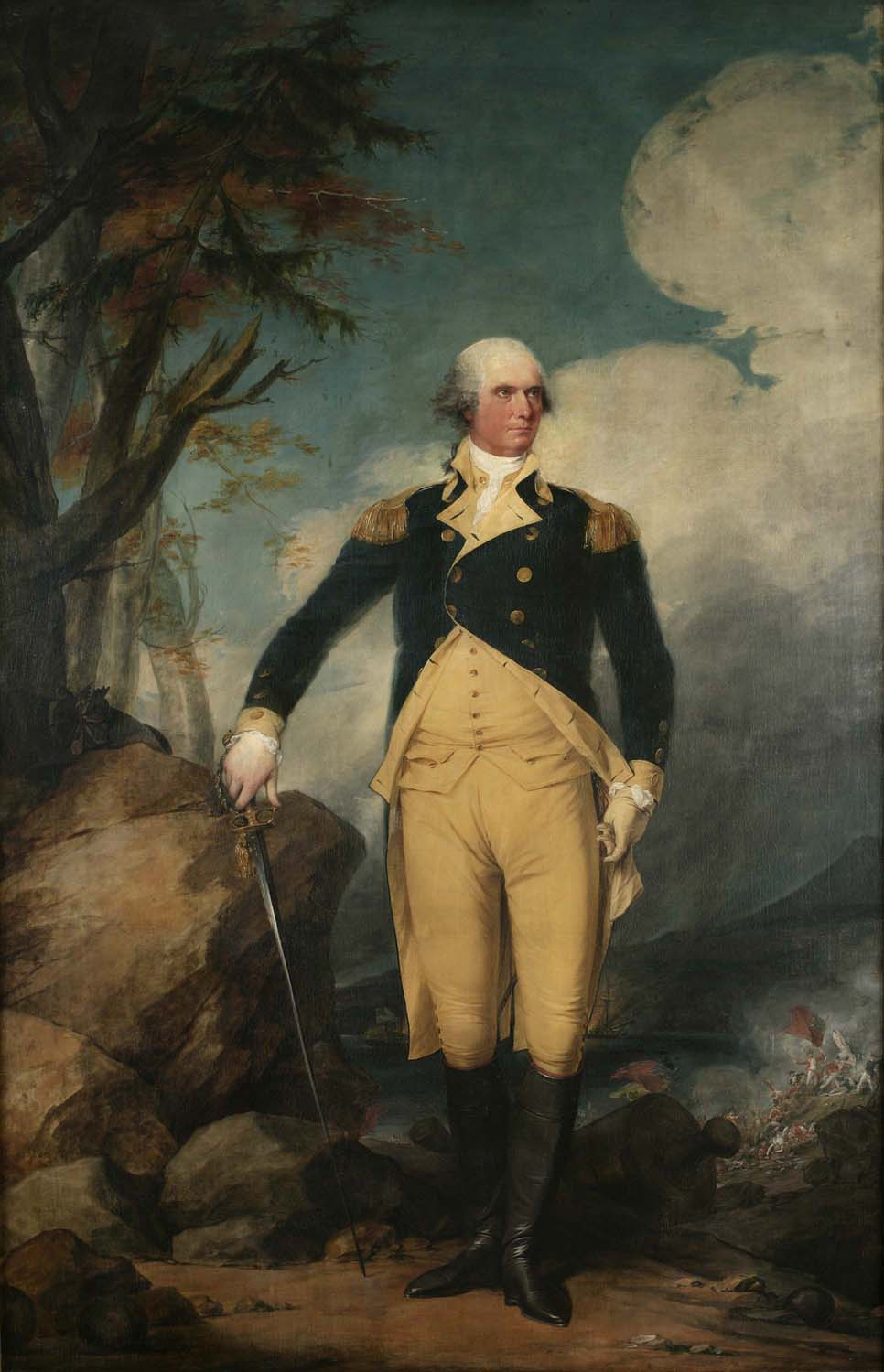
Portrait of [[George Clinton (vice president)|George Clinton]] pintado por John Trumbull en 1791

Mientras el edificio nunca fue utilizado por el presidente, sí sirvió como la casa del gobernador estatal. En 1791, el gobernador George Clinton se mudó al edificio. El gobernador John Jay vivió en la residencia entre 1795 hasta 1797. El fue el último gobernador en vivir ahí toda vez que Albany se convirtió en la capital estatal en 1797.
En mayo de 1798, el estado alquiló el edificio a John Avery. El entonces lo abrió como el Elysian Boarding and Lodging House. El "Elysian" también funcionó como una taberna. John Avery dejó el edificio dos semanas antes de que este se convirtiera en la casa de aduanas.

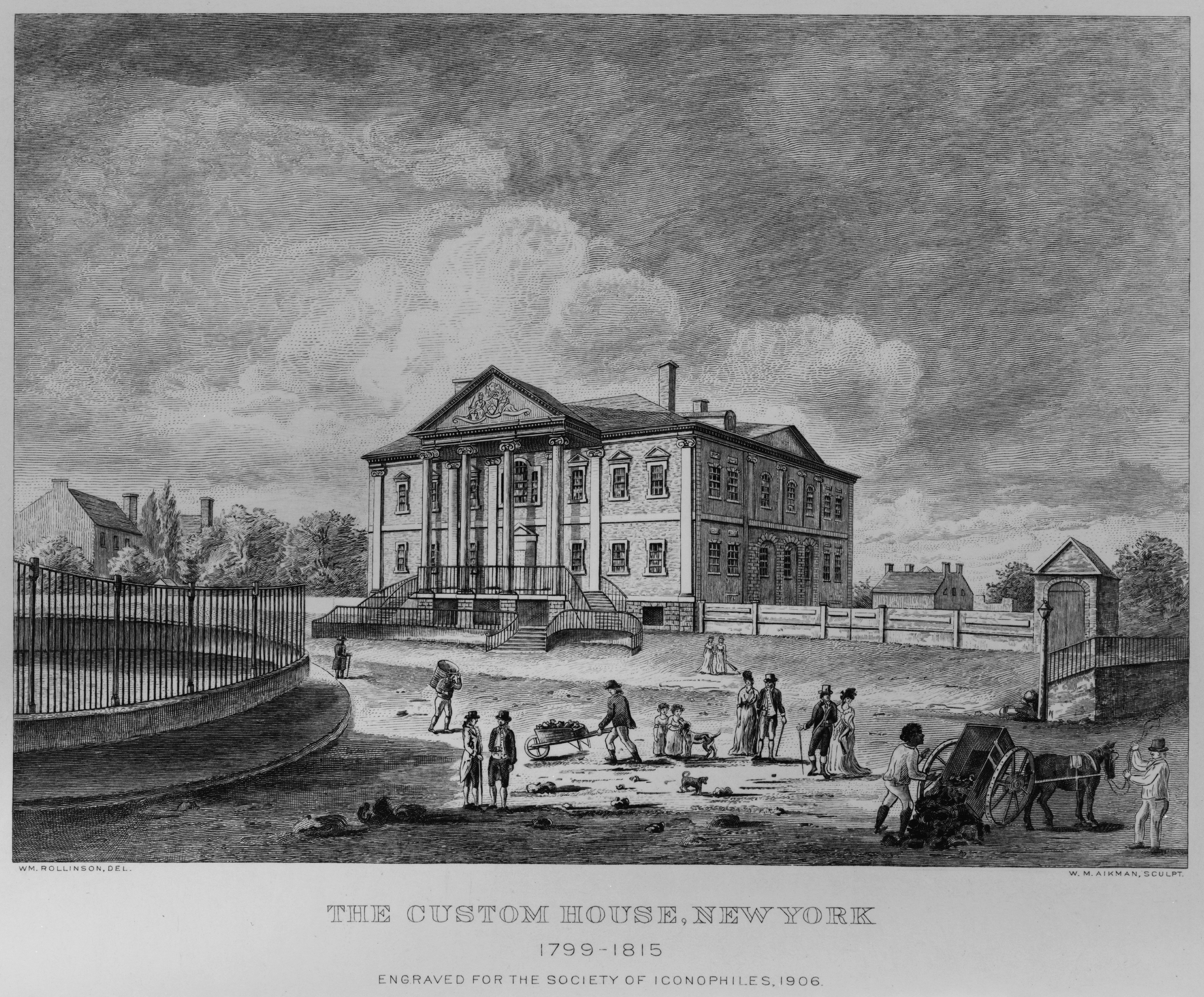
La casa de aduanas, 1799–1815

Alexander Hamilton inspiró la ley de administración de aduanas, aprobada por el Congreso el 2 de marzo de 1799, "una ley para regular la recolección de aranceles de importación y tonelaje.” El 1 de mayo de 1799, el edificio fue adecuado para el uso de la casa de aduanas de Nueva York. La casa de aduanas se encontraba previamente en S. William Street, al frente de Mill Lane, conocido como 5 Mill Street. La Government House fue la casa de aduanas hasta 1815. El año siguiente, la casa de aduanas ocupó una tienda en el lugar del segundo ayuntamiento en Wall Street.
El 11 de abril de 1808, la habitación superior del edificio fue reservada para la American Academy of Arts. La academia fue previamente conocida como la New York Academy of Fine Arts. In 1809, the academy invited the New-York Historical Society to use one room on the second floor for its collection.
El 16 de mayo de 1812, la legislatura estatal autorizó la venta del edificio y el terreno a la ciudad "para el levantamiento de edificios privados u otros fines privados." The purchase was completed on August 2, 1813.
El 1 de mayo de 1815, la ciudad empezó el proceso de vender la propiedad al público. Siete lotes con frente hacia el Bowling Green se vendieron en subasta el 25 de mayo. Para el 1 de junio, la demolición del edificio y la apertura de los lotes adyacentes estaba en curso.

## Legado

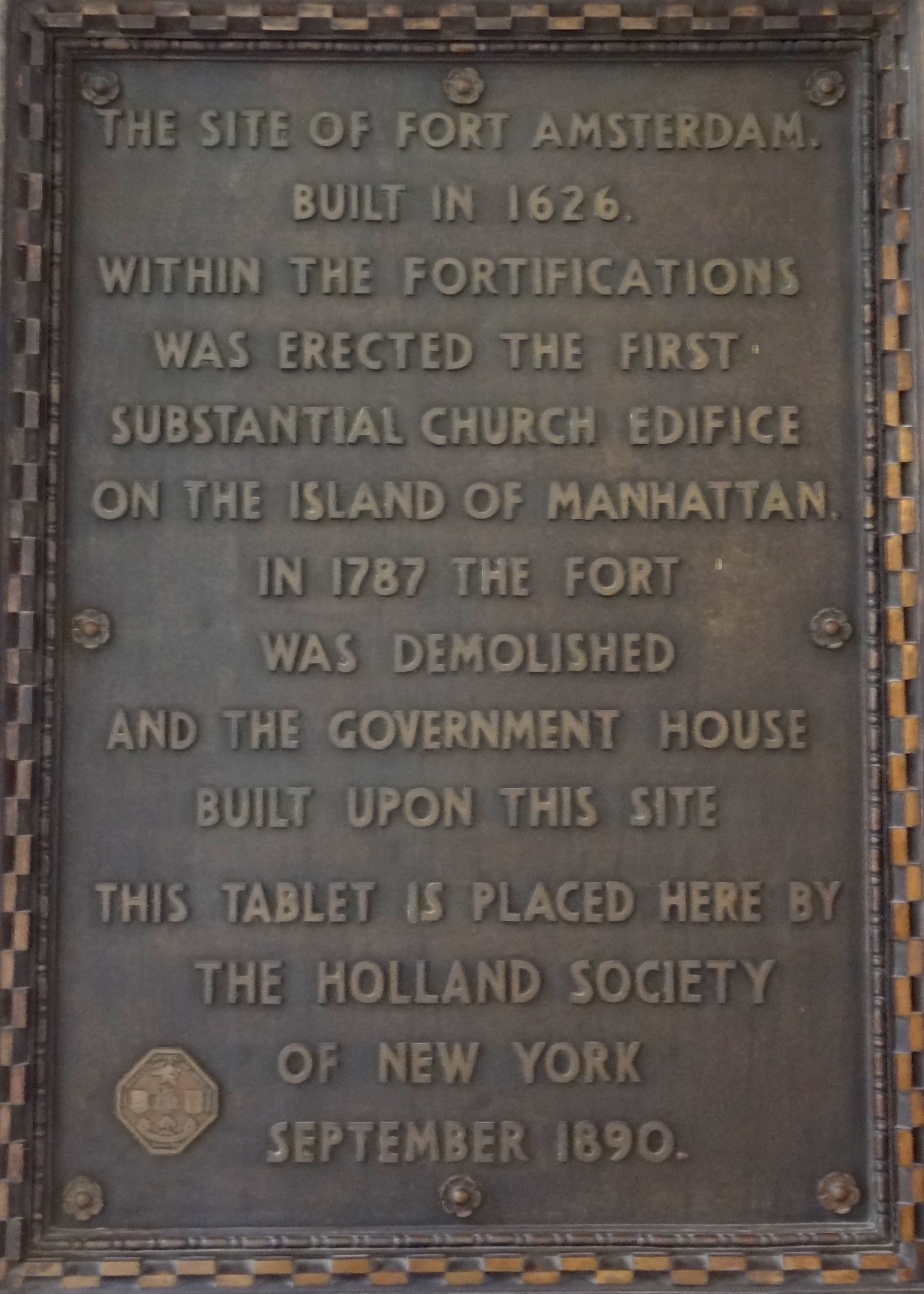
Placa conmemorativa de la Holland Society of New York

El 29 de septiembre de 1890, la Holland Society of New York instaló una placa conmemorativa en el edificio ubicado el 4 de Bowling Green. Esta placa señalaba que la Government House fue construida en el sitio del Fort Amsterdam, que fue construido en 1626.
El sitio hoy está ocupado por la Alexander Hamilton U.S. Custom House, construido entre 1902 y 1907. La placa histórica de la Holland Society fue puesta dentro de este nuevo edificio.